# Maltas Billie Jean King Cup-lag
Maltas Billie Jean King Cup-lag representerar Malta i tennisturneringen Billie Jean King Cup, och kontrolleras av Maltas tennisförbund. 

## Historik
Malta deltog första gången 1986. Laget har som bäst kvalificerat sig för huvudomgången, vilket man gjorde samma år som laget debuterade i turneringen.